# Weserstadion Platz 11
Weserstadion Platz 11 är en fotbollsarena i Bremen, Tyskland. Den används mestadels av SV Werder Bremen (damfotboll) som spelar i Frauen-Bundesliga och av SV Werder Bremen II som är Werder Bremens reservlag. De spelar i 3. Liga säsongen 2015/16.
Arenan består mestadels av läktare med tak som tar in 4 500 åskådare. En liten läktare med 1 000 sittplatser för både hemma och borta supportrar finns i den västra delen av arenan och höjer kapaciteten till totalt 5 500 åskådare.

## Faciliteter
Arenan har en gräsplan som omges av löparbanor. Det finns även möjlighet att utöva andra friidrottsgrenar. 